# ۷۰۶ (قمری)
۷۰۶ (قمری)، هفتصد و ششمین سال در گاهشماری هجری قمری است. اول محرم این سال برابر با بیست و یکم ژوئیه سال ۱۳۰۶ میلادی است.

## وابسته
- مرینیان